# Giovanni Moro (ciclista)
Giovanni Moro (Milano, ... – ...; fl. XIX secolo) è stato un ciclista su strada italiano.
Attivo almeno dal 1894 al 1896, vinse la terza edizione della Milano-Torino, nel 1896.

## Palmarès
- 1894 (individuale, una vittoria)[1]

Milano-Pavia-Milano
- 1895 (individuale, due vittorie)[1]

Brescia-Darfo-Bergamo
Monza-Sondrio
- 1896 (individuale, una vittoria)[1]

Milano-Torino